# The Day That Never Comes
"The Day That Never Comes" er den fjerde sang på Metallicas album Death Magnetic fra 2008.
Det var den første single fra albummet, og danske Thomas Vinterberg instruerede en musikvideo til den.
| Musik | Spire Denne musikartikel er en spire som bør udbygges. Du er velkommen til at hjælpe Wikipedia ved at udvide den. |